# Pavel Kapusta
Pavel Kapusta (* 3. září 1969, Banská Bystrica) je slovenský novinář, publicista, spolumajitel reklamní agentury a vydavatelství Medialis, s.r.o., šéfredaktor internetového portálu napalete.sk.

## Život a působení
V letech 1976–1984 navštěvoval základní školu v Praze a Banské Bystrici, potom do roku 1988 studoval na gymnáziích v Brezně a Banské Bystrici. V letech 1988–1989 pracoval v banskobystrickém studiu Československého rozhlasu, v letech 1991–1993 ve Slovenském rozhlase v Bratislavě.
V roce 1993 absolvoval několikaměsíční pobyt v USA, po návratu pracoval v Rádiu Rock FM. V letech 1994–1996 působil na zahraničním oddělení deníku Smena, ve vnitropolitickém oddělení deníku Slovenská REPUBLIKA, v týdeníku Extra a opět ve Slovenské REPUBLICE.
Od roku 1997 byl šéfredaktorem redakce Ráno Slovenské televize. Později přestoupil do zpravodajství Slovenské televize, kde byl redaktorem a komentátorem. Kromě toho scenáristicky připravoval střihovou relaci politické satiry Fašírka a uváděl relaci o slovenské populární hudbě Átrium.
V roce 1999 po nástupu nového vedení z STV odešel. V stejném roce byl jmenován šéfredaktorem týdeníku Extra. V letech 2000–2014 byl vydavatelem a šéfredaktorem časopisu Extra plus. Po odchodu z vedení redakce se stal šéfredaktorom informačně-publicistického internetového portálu napalete.sk.
V letech 2001–2006 byl parlamentním asistentem poslanců Národní rady Slovenské republiky Romana Hofbauera a Jána Cupera. V letech 2016-2020 působil jako asistent poslance NR SR Stanislava Kmece.
V roce 2004 absolvoval externí studium publicistiky na FHV Univerzity Mateja Bela v Banské Bystrici. V roce 2007 ukončil studium masmediální komunikace na Univerzitě sv. Cyrila a Metoda v Trnavě.
Jako vydavatel a šéfredaktor časopisu Extra plus získal v roce 2011 výroční cenu Slovenské asociace novinářů za mimořádný přínos v oblasti vydávání nezávislého a národně orientovaného tisku.
V prosinci 2024 si v Praze převzal Krameriovu cenu za nezávislou žurnalistiku, kterou mu na 9. ročníku akce udělila česká Asociace nezávislých médií.
V létech 2014 - 2016 uváděl v bratislavském Hoteli Tatra veřejné debaty Diskusný klub Extra plus a Diskusia na palete, jejichž hosty byli politici, politologové a publicisté. Od roku 2023 moderuje formát Diskusia na palete s jedním, resp. dvěma hosty ve studiové podobě. Videa jsou zveřejňována na YouTube.